# 천안와촌초등학교
천안와촌초등학교는 대한민국 충청남도 천안시 서북구에 있는 공립 초등학교이다.

## 학교 연혁
- 2005년 4월 22일: 개교
- 2006년 2월 16일: 제1회 18명 졸업
- 2006년 3월 1일: 11학급 편성
- 2007년 2월 15일: 제2회 36명 졸업
- 2017년 2월 10일: 제12회 36명 졸업
- 2017년 3월 1일: 11학급 편성
- 2018년 2월 9일: 제13회 35명 졸업
- 2018년 3월 1일: 11학급 편성
- 2018년 3월 2일: 38명 입학
- 2021년 1월 12일: 제16회 41명 졸업
- 2021년 3월 2일: 31명 입학

## 참고 자료
- 천안와촌초등학교 - 한국교육학술정보원 학교알리미